# Peter Barlow (matematik)
Peter Barlow, FRS, angleški matematik in fizik, * 13. oktober 1776, † 1. marec 1862.
Barlow je bil med letoma 1801 in 1847 predavatelj matematike in fizike na Kraljevi vojaški akademiji Woolwich.
- Essay on magnetic attractions, and on the laws of terrestrial and electro magnetism, 1824

## Priznanja

### Nagrade
- Copleyjeva medalja (1825)